# Sean Eadie
Sean Patrick Eadie (Sydney, 15 de abril de 1969) é um desportista australiano que competiu no ciclismo na modalidade de pista, especialista nas provas de velocidade.
Participou em dois Jogos Olímpicos de Verão, nos anos 2000 e 2004, obtendo uma medalha de bronze em Sydney 2000 na prova de velocidade por equipas (junto com Darryn Hill e Gary Neiwand).
Ganhou quatro medalhas no Campeonato Mundial de Ciclismo em Pista entre os anos 1997 e 2002.

## Medalheiro internacional
| Jogos Olímpicos    | Jogos Olímpicos       | Jogos Olímpicos   | Jogos Olímpicos        |
| Ano                | Lugar                 | Medalha           | Competição             |
| ------------------ | --------------------- | ----------------- | ---------------------- |
| 2000               | Sydney ( Austrália)   | Medalha de bronze | Velocidade por equipas |
| Campeonato Mundial |                       |                   |                        |
| Ano                | Lugar                 | Medalha           | Competição             |
| 1997               | Perth ( Austrália)    | Medalha de bronze | Velocidade por equipas |
| 2001               | Antuérpia ( Bélgica)  | Medalha de prata  | Velocidade por equipas |
| 2002               | Ballerup ( Dinamarca) | Medalha de ouro   | Velocidade individual  |
| 2002               | Ballerup ( Dinamarca) | Medalha de prata  | Velocidade por equipas |